# محمد بو سندة
محمد بوسنده (مواليد 20 يونيو 1995، لاعب كرة قدم إماراتي يجيد اللعب كحارس مرمى مع نادي العين في دوري الخليج العربي الإماراتي.

## روابط خارجية
- محمد بو سندة على موقع Soccerway.com (الإنجليزية)